# JCVD

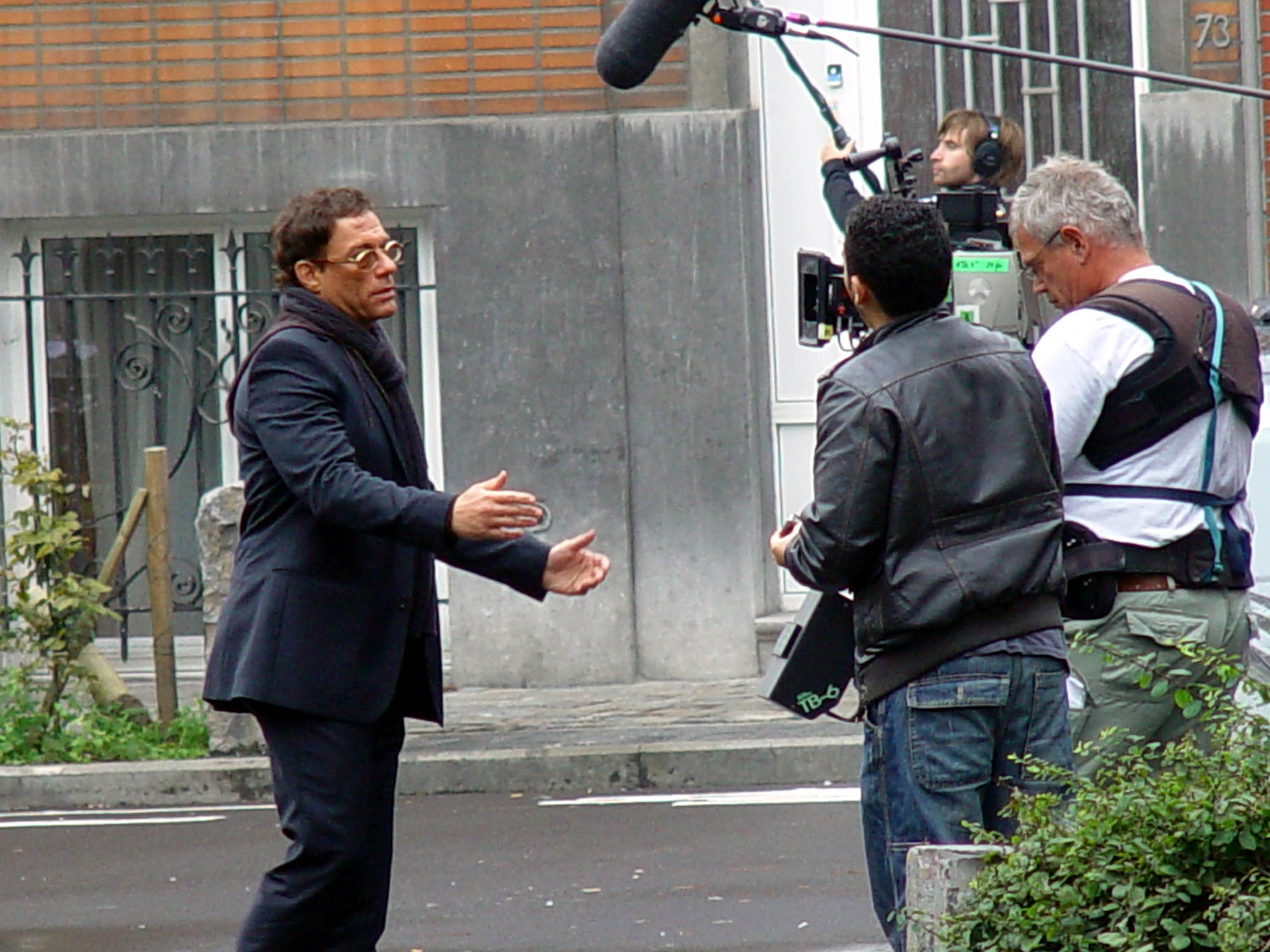
Jean Claude Van Damme no set de JCVD, em outubro de 2007.

JCVD (prt/bra: JCVD) é um filme belgo-franco-luxemburgês de 2008, dos gêneros ação, drama e policial, dirigido por Mabrouk El Mechri e estrelado por Jean-Claude Van Damme.
Uma cena marcante deste filme e muito aclamada é o monólogo que Van Damme faz, em um tom existencialista, refletindo sobre sua fama, mulheres, família, dinheiro e o sentido da vida. Foi muito bem recebido pela crítica, e a revista TIME Magazine declarou o desempenho de Van Damme neste filme como a segunda melhor do ano de 2008, perdendo apenas para Heath Ledger no papel do Coringa em The Dark Knight).

## Elenco
- Jean-Claude Van Damme como JCVD
- François Damiens como Bruges
- Zinedine Soualem como O Homem com a Capa
- Karim Belkhadra como The Vigil
- Jean-François Wolff como O Terceiro
- Anne Paulicevich como The Teller
- Saskia Flanders como a Filha de JCVD
- Dean Gregory como o Diretor de Tobey Wood
- Kim Hermans como o Prisioneiro na luta de kickboxing
- Steve Preston como o Assistente de JCVD
- Paul Rockenbrod como Tobey Wood
- Alan Rossett como Bernstein
- Jesse Joe Walsh como Jeff